# 아카데미 의상상

아카데미 의상상(Academy Award for Best Costume Design)은 아카데미상의 부문 중 하나로, 1948년에 설립되었다.